# باشگاه فوتبال چرنو مور وارنا
باشگاه فوتبال چرنو مور وارنا (انگلیسی: PFC Cherno More Varna) یک باشگاه فوتبال در وارنا، بلغارستان است.